# Pressione arteriosa media
La pressione arteriosa media rappresenta la media pressoria all'interno delle arterie durante tutto un ciclo cardiaco. Essa dipende dalla portata cardiaca e dalle resistenze arteriose periferiche, ed è calcolabile matematicamente sui valori di pressione arteriosa sistolica e diastolica. È il miglior indice di perfusione degli organi.
Si differenzia dalla pressione arteriosa differenziale, denominata anche pressione di pulsazione (in inglese pulse pressure).

## Misurazione
Matematicamente è espressa:
{\displaystyle MAP=({CO\cdot SVR})+CVP}
dove CO è il volume di sangue pompato dal cuore in un minuto, SVR sono le resistenze vascolari sistemiche e CVP è la pressione venosa centrale.
Dato che il valore di queste variabili è ottenibile soltanto in modo invasivo (ovvero con cateteri nei vasi sanguigni), può essere ricavata empiricamente dalla formula:
{\displaystyle MAP=DP+{\frac {PP}{3}}={\frac {(2\cdot DP)+SP}{3}}}
dove DP è la pressione diastolica, SP è la pressione sistolica e PP è la pressione differenziale, ovvero la differenza tra pressione sistolica e diastolica.